# Kastriota

Kastrioternas heraldiska vapen

Kastriota (på svenska även kastrioterna) var en albansk adelsfamilj under medeltiden. De härskade från början över området mellan Mat och Dibra och hade senare kontroll över större delen av norra Albanien. En av de mest framstående personerna i albansk historia, Skanderbeg (1405-1468), egentligen Georg Kastriota, kom från denna adelsfamilj, liksom hans far, Johan Kastriota d.ä. (omkring 1380-omkring 1443). Hans son Johan Kastriota d.y. (1456-1514) tvingades fly till Neapel, där den siste av huset Kastriota dog 1873.